# Belebej
Belebej (ros. Белебей, Bielebiej; baszk. Бәләбәй, Bäläbäj) – miasto w Republice Baszkirii, w Rosji, ośrodek administracyjny rejonu bielebiejewskiego. Miejscowość założono w 1715 roku, a prawa miejskie nadano w 1781.
W Belebeju urodzili się: Borys Nikołajewski, Władimir Bukowski, Inna Czurikowa.

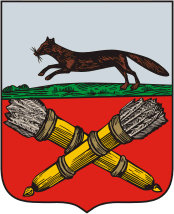
Herb Belebeju z 1781 r.

## Demografia
- 2005 – 61 203
- 2007 – 61 000
- 2020 – 59 229[1]